# ТВ-14 «Асфальт»
14-й (Городоцький) Тактичний відтинок «Асфальт» належав до Військової округи-2 «Буг», групи УПА-Захід.
Командири: курінний …?, старший булавний «Грабенко» (Сколоздра Василь, 06.1945 — демобілізація 1948, рейд на Захід)
- Відд. ?? «Жубри-1» — сотенний «Яр» (10.1944 — 11.1944), сотенний «Дир» (Чемерис Петро, 11.1944 — 01.1945), сотенний «Крутіж» (02.1945 — †28.06.1945), сотенний «Осика» (Коростіль Володимир) (1945 — 06.1946)
- Відд. ?? «Жубри-2» — сотенний «Громовий» (Лагода Петро, 11.1944 — 04.1945), сотенний «Стрибожич», сотенний «Гайдук» (06.1945)
- Відд. ?? «Жубри-3» — сотенний «Лис» (11.1944 — 06.1945)
- Відд. ?? «Наддніпрянці» — сотенний «Мороз» (04.1945 — †12.1945)
- Відд. ?? «Наддністрянці» — сотенний «Журба» (11.1945 — 06.1946, †02.1947)
- Відд. ?? «Непоборні» — сотенний «Осика» (Коростіль Володимир) (06.1946)